# Пушич Валентина Михайлівна
Валентина Михайлівна Пушич (позивний — Ромашка; нар. 18 серпня 1980, Київ — 27 лютого 2022, поблизу Броварів, Україна) — українська військова медичка, старша лейтенантка Збройних сил України.

## Життєпис
Народилася 18 серпня 1980 року, з дитинства мріяла стати медиком, а тому після закінчення дев'яти класів школи вона вступила до медичного училища. Після першого відвідування моргу в рамках навчання усвідомила, що не зможе пересилити страх перед чужим болем. У результаті повернулася до школи і постаралася відкинути думки про професію медика. Після закінчення середнього навчального закладу вона вступила до швейного училища, а згодом опинилася у Київському національному університеті технологій та дизайну, після закінчення якого почала працювати за спеціальністю. Збудувала кар'єру модельєра чоловічого одягу.
Пізніше вирішила вивчитися на психолога. На той момент вона не знала, що в майбутньому новонабуті знання допоможуть їй на передовій. Коли розпочалася російсько-українська війна у 2014 році, Валентина вирішила піти до лав Збройних сил України. На посаду психолога жінку не взяли, але було місце у медичній роті.
З 2016 року проходила військову службу бойовим медиком у 72-й окремій механізованій бригаді. У 2017 році вивозила поранених під час боїв в Авдіївці Донецької області.
У 2018 році вирішила пройти офіцерські курси та підписати контракт ще на п'ять років.
Загинула 27 лютого 2022 року поблизу міста Бровари Київської області, рятуючи пораненого хлопця. Похована 6 березня 2022 року на Лісовому кладовищі в м. Києві.
Залишилася мати та донька.

## Нагороди
- орден Богдана Хмельницького III ступеня (2022, посмертно) — за особисту мужність і самовіддані дії, виявлені у захисті державного суверенітету та територіальної цілісності України, вірність військовій присязі.
- орден «За мужність» III ступеня (2017) — за особисту мужність і самовідданість, виявлені у захисті державного суверенітету та територіальної цілісності України, вірність військовій присязі.Нагороджена була Орденом Золотої зірки Героїня України посмертно.